# Bindi

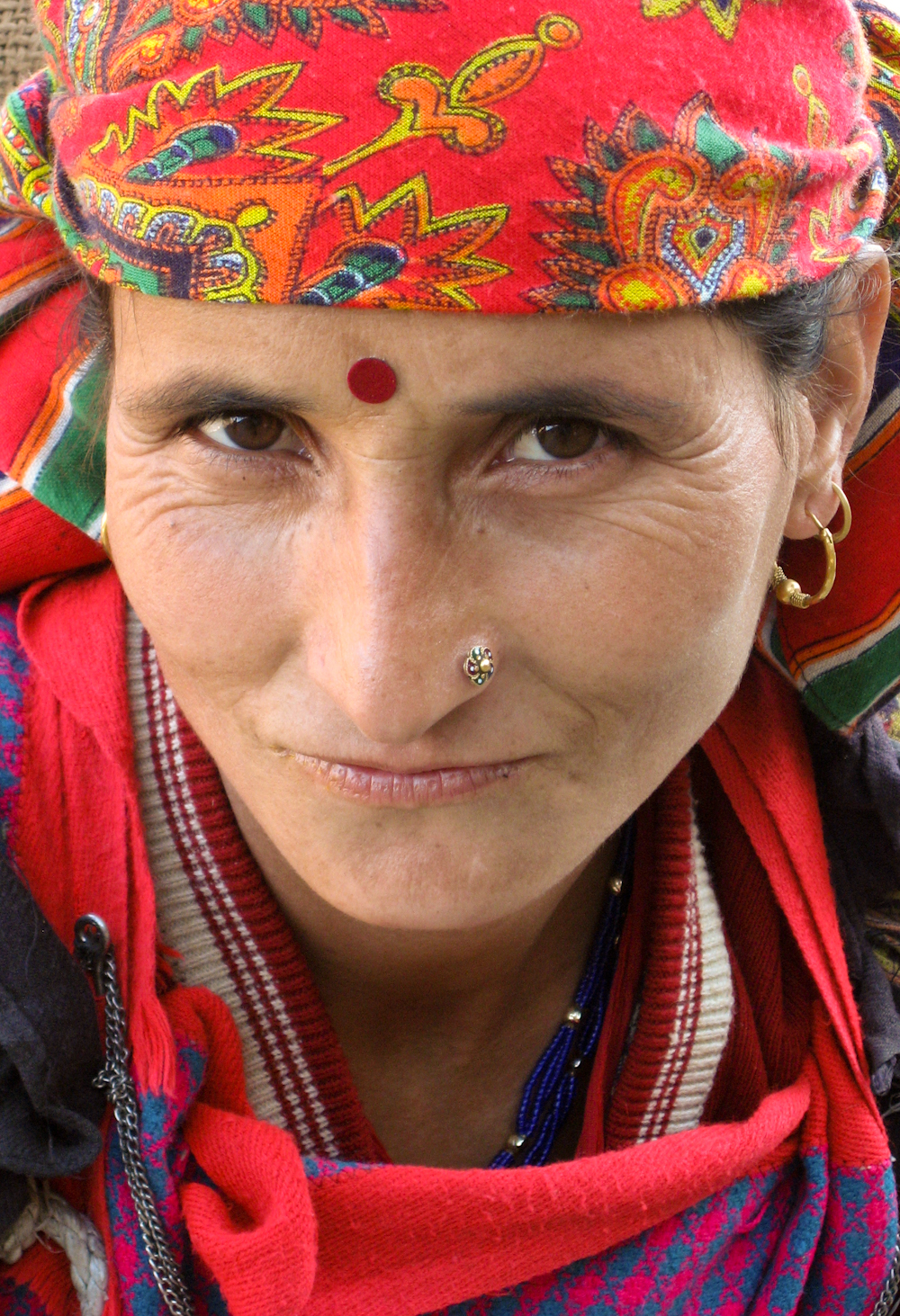
Mulher usando bindi

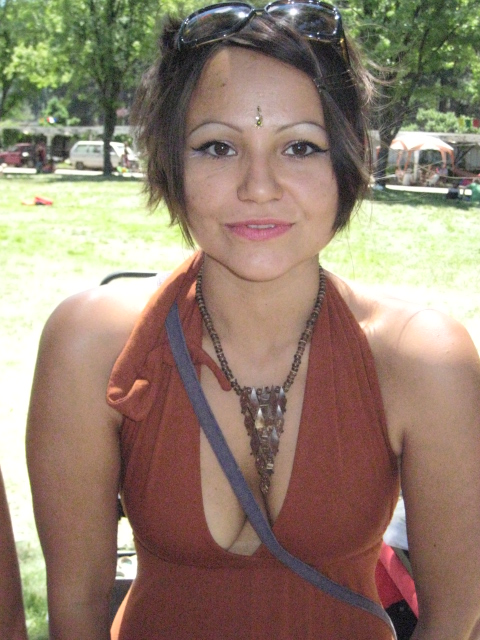
Joia como bind

Bindi é um apetrecho utilizado no centro da testa, próximo às sobrancelhas, na Ásia Meridional. Pode ser uma pequena quantidade de tinta aplicada no local ou uma joia.
O Sagrado Ponto bindi ou (também conhecido como Kumkum, mangalya, tilak, sindhoor entre vários outros nomes) é uma maquiagem utilizada na testa pelas mulheres indianas. O termo é derivado da palavra Bindu, que em Sânscrito significa ponto. Normalmente é um ponto vermelho feito com Vermilion (sulfato de mercúrio vermelho brilhante finamente pulverizado). Considerado o símbolo sagrado de Uma ou Parvati, o bindi simboliza a força feminina (shakti) e acredita-se que proteja as mulheres e seus maridos.
No entanto, ainda na Índia antiga, o bindi era apenas uma pedra encaixada em um pequeno orifício que deveria existir desde o nascimento, por questões genéticas isso não era muito comum. A fim de também obterem proteção, outras mulheres passaram a pintar e confeccionar seu próprio "terceiro olho". Mas ainda preservavam algumas tradições, como serem casadas, serem hindu e usar somente as formas ortodoxas do bindi. Com a banalização da tradição indiana, muito mais do que um artigo religioso, o bindi passou a ser um item decorativo.
Tradicionalmente um símbolo de casamento (por isso as viúvas não utilizavam), hoje é utilizado por mulheres solteiras e também por mulheres de outras religiões. Atualmente não se restringe mais a cores e formas específicas, os bindis são vistos em várias cores e formatos e são feitos com adesivos e feltros.
Poucos indianos possuem o "encaixe" original (genético) do bindi ainda hoje. Porém, estes são vistos como pré-dispostos com mais intensidade para a clarividência. De forma que o bindi "ajudaria" e/ou daria um "poder" maior a estas pessoas.
Acredita-se ainda que as odaliscas usavam o Bindi porque acreditavam que esse Terceiro Olho ajudaria na sedução.